# Polybetes delfini
Polybetes delfini är en spindelart som beskrevs av Simon 1904. Polybetes delfini ingår i släktet Polybetes och familjen jättekrabbspindlar. Inga underarter finns listade i Catalogue of Life.